# ニアショアリング
ニアショアリング（英：nearshoring）とは、
1. 既存の事業拠点から地理的に近い近隣国に事業を移転すること[1]。
2. 既存の事業拠点からその国の国内の他の地域に（日本であれば主に大都市圏から地方都市に）事業を移転すること[2]。インショアリングともいう[1]。

以下、2.について記述する。

## 概要
ニアショアリングは国内の主要経済圏を拠点としていた営利事業を同国の地方に移転する経済行為と定義される。主な動機は既存の事業拠点より低額の人件費などである。オフショアリングほどの低額の人件費効果は期待できないが、文化や言語、時間の違いによる失敗を経験した企業から注目され始めている。

## 特徴
ニアショアリングの特徴としては、人の流動性の低さによるノウハウの蓄積による効率化があげられる。首都圏では転職率が高く、人の流動性が高い。一方、地方では転職率も低く、保守業務やオペレーション業務などでは業務を長く続けることによるノウハウの蓄積により、作業効率が高まる傾向にある。したがって、新規製品開発を首都圏で行い、保守業務をニアショアリングするという傾向が特にIT業界では多くみられるようになってきた。